# کارل مورتنسن
کارل مورتنسن (انگلیسی: Carl Mortensen; ۲ مارس ۱۹۱۹ – ۱ نوامبر ۲۰۰۵) قایقران اهل نروژ بود.